# Sembrando Libertad
Sembrando Libertad es una película de comedia absurda y falso documental chilena de 2022 dirigida por Benito Espinosa y Paloma Larraín (en sus debuts como directores) & escrita por Larraín. Protagonizada por Francisco Ramírez, Daniela Núñez y Bárbara Becerra.

## Sinopsis
Una agrupación política conocida como “Sembrando Libertad” se transforma en un extraño culto cuando su líder, María Jetchu, una cantante e influencer holística, lanza su campaña para ser constituyente de Chile y pierde. Alejandro, un periodista independiente, se infiltra en el grupo para revelar todos los secretos de la secta y desmentir así a esta supuesta guía espiritual.

## Reparto
- Francisco Ramírez como Augusto.
- Daniela Núñez como Isidora.
- Bárbara Becerra como Sofía.
- Paloma Larraín como María Jetchu / María Consuelo / Facundo / María Soledad.
- Beno Espinosa / Mateo Espinosa como Saturno.
- Jimmy Águila como Testigo.
- Sergio Burgos como Ernesto Joaquín.

## Lanzamiento
Se estrenó el 22 de enero de 2022 en el servicio online Comediaplay, luego se proyectó el 19 de mayo de 2022 en el Festival de Cine y Comedia 24 Risas x Segundo.